# Amblycirrhitus
Amblycirrhitus är ett släkte av fiskar. Amblycirrhitus ingår i familjen Cirrhitidae.
Kladogram enligt Catalogue of Life:
| Amblycirrhitus | \| \| Amblycirrhitus bimacula \| \| \| \| \| \| Amblycirrhitus earnshawi \| \| \| \| \| \| Amblycirrhitus oxyrhynchos \| \| \| \| \| \| Amblycirrhitus pinos \| \| \| \| \| \| Amblycirrhitus unimacula \| \| \| \| |
|                | \| \| Amblycirrhitus bimacula \| \| \| \| \| \| Amblycirrhitus earnshawi \| \| \| \| \| \| Amblycirrhitus oxyrhynchos \| \| \| \| \| \| Amblycirrhitus pinos \| \| \| \| \| \| Amblycirrhitus unimacula \| \| \| \| |
|                | Cirrhitichthys |
|                | |
|                | Cirrhitops |
|                | |
|                | Cirrhitus |
|                | |
|                | Cristacirrhitus |
|                | |
|                | Cyprinocirrhites |
|                | |
|                | Isocirrhitus |
|                | |
|                | Itycirrhitus |
|                | |
|                | Neocirrhites |
|                | |
|                | Notocirrhitus |
|                | |
|                | Oxycirrhites |
|                | |
|                | Paracirrhites |
|                | |
|                | Amblycirrhitus bimacula |
|                | |
|                | Amblycirrhitus earnshawi |
|                | |
|                | Amblycirrhitus oxyrhynchos |
|                | |
|                | Amblycirrhitus pinos |
|                | |
|                | Amblycirrhitus unimacula |
|                | |

|  | Amblycirrhitus bimacula    |
|  |                            |
|  | Amblycirrhitus earnshawi   |
|  |                            |
|  | Amblycirrhitus oxyrhynchos |
|  |                            |
|  | Amblycirrhitus pinos       |
|  |                            |
|  | Amblycirrhitus unimacula   |
|  |                            |

## Bildgalleri

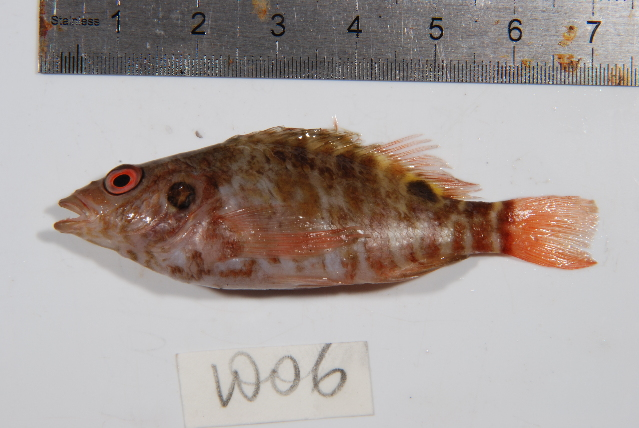
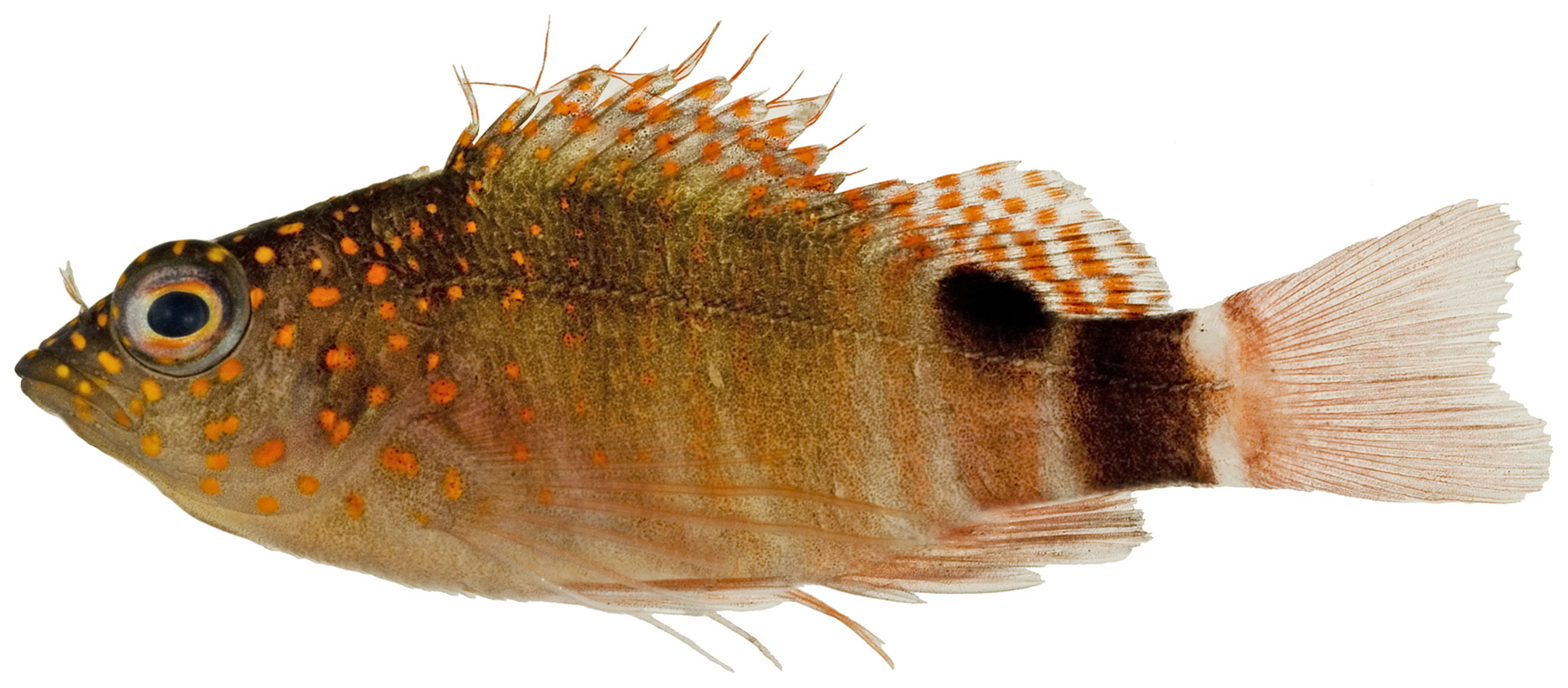
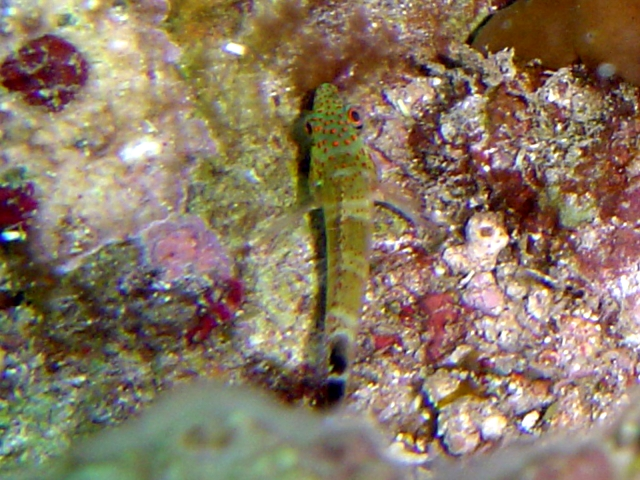
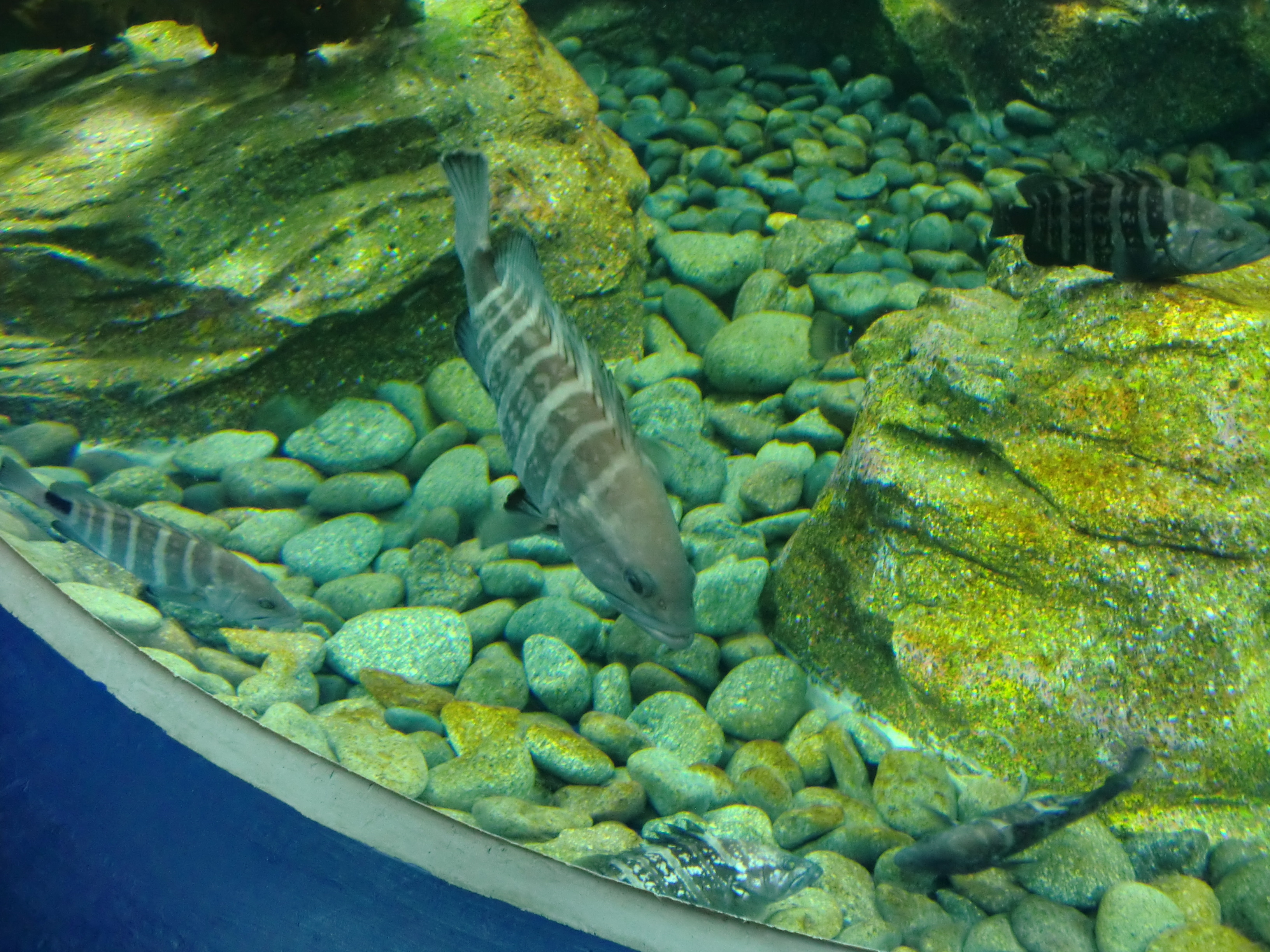
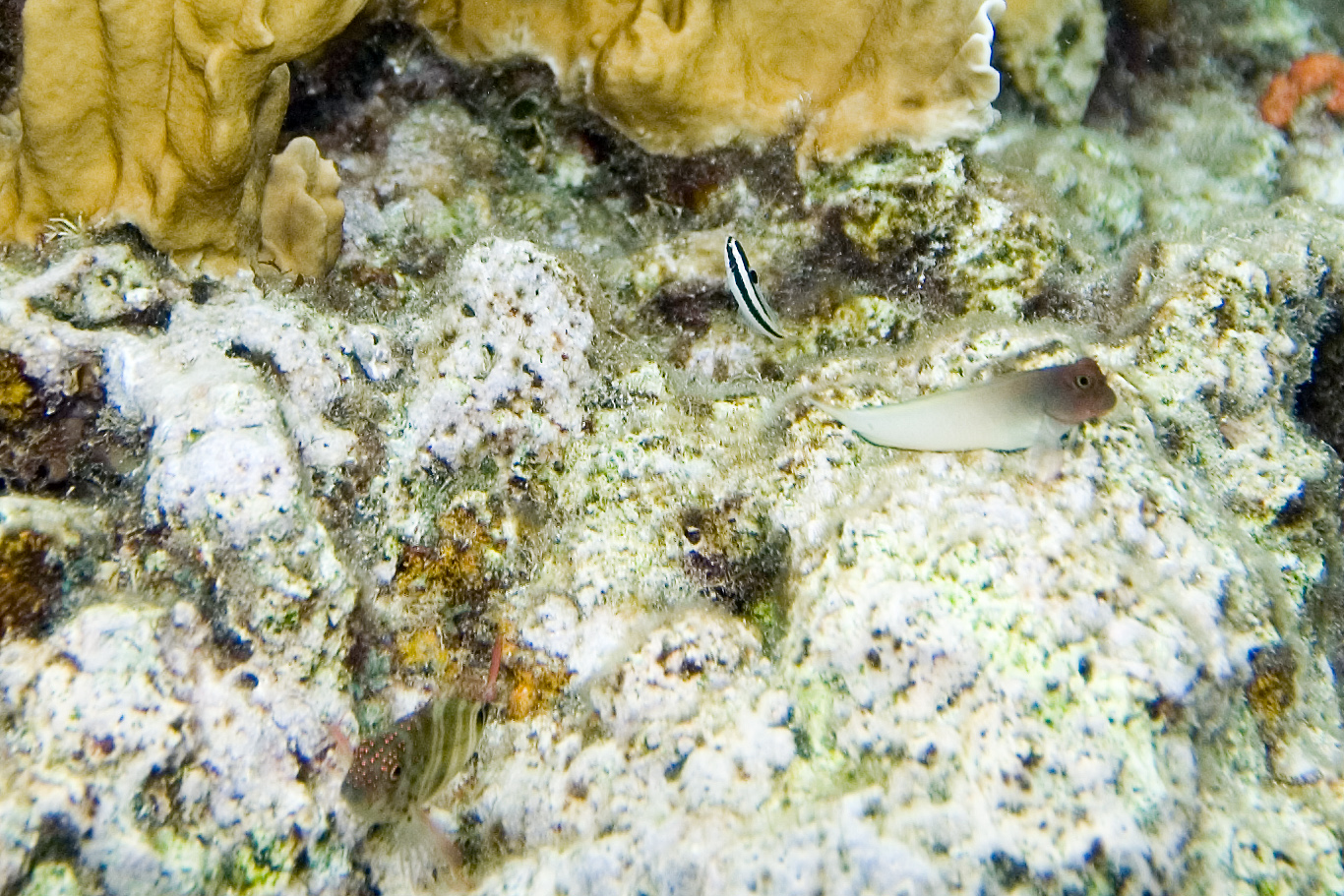